# Verő József (geofizikus)
Verő József (Sopron, 1933. július 23. –) Széchenyi-díjas magyar geofizikus, egyetemi tanár, a Magyar Tudományos Akadémia rendes tagja. Kutatási területe a geomágneses pulzációk, a magnetotellurikus mérések és adatfeldolgozás. Édesapja Verő József kohómérnök, akadémikus.

## Életpályája
1951-ben érettségizett, majd felvették az akkor még Sopronban működő Nehézipari Műszaki Egyetemre, ahol 1956-ban szerzett geofizikus mérnöki diplomát. Diplomájának megszerzése után rövid ideig a Mecseki Vegyesércbányászati Vállalat uránkutatója volt, majd 1957-ben az MTA soproni Geofizikai Kutatólaboratóriumának tudományos munkatársa lett. 1968-ban, az intézet MTA Geodéziai és Geofizikai Kutatóintézetté történt átszervezése után tudományos főmunkatársi, majd 1977-ben tudományos tanácsadói beosztásba került. Kutatóintézeti munkája során a földi elektromágneses osztály vezetője és a nagycenki Geofizikai Obszervatórium (megfigyelőállás) egyik megszervezője volt. 1996-ban kutatóprofesszori megbízást kapott. Közben 1991 és 2003 között a soproni Erdészeti és Faipari Egyetem fizika tanszékén tanított, egyetemi tanári beosztásban. Innen 2003-ban vonult nyugdíjba.
1966-ban védte meg a műszaki (geofizika) tudományok kandidátusi, 1974-ben a földtudományok akadémiai doktori értekezését. Az MTA Veszprémi Akadémiai Bizottságának (VEAB), a Soproni Tudóstársaságnak és a Geofizikai Tudományos Bizottságnak lett tagja. 1995-ben a Magyar Tudományos Akadémia levelező, 2001-ben pedig rendes tagjává választották meg. Később a Soproni Tudóstársaság elnöke is lett. A Professzorok Batthyány Köre, a Magyar Asztronautikai Társaság és a Magyar Geofizikusok Egyesülete tagja. 1996-ban az Acta Geodetica és Geophysica című tudományos szakfolyóirat főszerkesztői tisztségével bízták meg (2008-ig).

## Munkássága
Fő kutatási területe a geomágneses pulzációk, a magnetotellurikus mérések és adatfeldolgozás, valamint a Nap–Föld fizika.
A geomágneses pulzáció (lüktetés) területén annak morfológiai osztályozása alapján sikerült bizonyítania a bolygóközi mágnestér, valamint a napszél energiájának kapcsolatát a pulzációk paramétereivel. A többek között Verő által szervezett közép-, illetve észak-európai állomásláncok méréseinek segítségével sikerült az úgynevezett bolygóközi térből eredő pulzációkat/lüktetéseket szétválasztania azoktól a jelektől, amelyek a geomágneses tér erővonalai mentén kialakuló rezonancia hatására jönnek létre. Emellett sikerült felismernie a geomágneses lüktetések és erővonalak terjedési feltételeinek szoros kapcsolatát.

## Családja
Édesapja Verő József kohómérnök, egyetemi tanár, az MTA rendes tagja. Édesapja a Nehézipari Műszaki Egyetem Kohómérnöki Karának dékánja volt 1949 és 1953 között. Nagyobbik öccse Verő László geofizikus, kisebbik öccse Verő Balázs kohómérnök, a műszaki tudományok akadémiai doktora. Felesége Hetényi Mária, földmérő mérnök, akivel 1958-ban házasodott össze. Házasságukból egy leánygyermek, Mária született.

## Díjai, elismerései
- Akadémiai Díj (1962, 1980)
- A Magyar Köztársasági Érdemrend tisztikeresztje (2003)
- Széchenyi-díj (2004)
- Sopron díszpolgára (2004)

## Főbb publikációi
- Geomagnetic Pulsations and Parameters of the Interplanetary Medium (1980)
- Experimental Aspects of Low-Latitude Pulsations – A Review (1986)
- Upstream Waves and Surface Geomagnetic Pulsations (társszerző, 1994)
- Hullámok a bolygóközi térből, vagy csak a magnetoszférából? (1996)
- Solar Cycle Effect on Pc3 Geomagnetic Pulsations (1996)
- Reexamination of the Connection Between Interplanetary Magnetic Field and Pc3 Geomagnetic Pulsations (társszerző, 1999)
- Geomágneses pulzációk az 1999. augusztus 11-i teljes napfogyatkozás után (2002)